# A Espada do Destino
A Espada do Destino (em polonês: Miecz przeznaczenia) é o segundo dos dois livros que colecionam contos (sendo o outro O Último Desejo) do escritor de fantasia Andrzej Sapkowski e que antecedem os romances da série Wiedźmin (The Witcher). A primeira edição polonesa do livro foi publicada em 1992, com sua versão brasileira tendo chegado em 2012 e a portuguesa em 2017.

## Traduções
O livro foi traduzido, além do português brasileiro e de Portugal, para italiano, húngaro, checo, russo, sueco, finlandês, estoniano, lituano, alemão, espanhol, sérvio, búlgaro, francês e inglês, sendo esta última lançada pela Gollancz no dia 21 de maio de 2015.